# كلية الروضة للعلوم المهنية
كلية الروضة للعلوم المهنية كلية جامعية تربوية خاصة في مدينة نابلس، تأسست ونمت وتطورت عام 1949. تطرح برامج أكاديمية على مستوى الدبلوم في برامج المهن الطبية المساعدة، والأعمال الإدارية والمالية.